# Wahoo
Wahoo es una ciudad ubicada en el condado de Saunders en el estado estadounidense de Nebraska. En el Censo de 2010 tenía una población de 4508 habitantes y una densidad poblacional de 655,57 personas por km². Es el centro administrativo del Condado de Saunders. Fue fundada en 1890 por un grupo de colonos y su nombre es una palabra india que significa arbusto ardiente.

## Geografía
Wahoo se encuentra ubicada en las coordenadas 41°12′54″N 96°37′00″O / 41.21500, -96.61667. Según la Oficina del Censo de los Estados Unidos, Wahoo tiene una superficie total de 6.88 km², de la cual 6.87 km² corresponden a tierra firme y (0.04%) 0 km² es agua.

## Demografía
Según el censo de 2010, había 4508 personas residiendo en Wahoo. La densidad de población era de 655,57 hab./km². De los 4508 habitantes, Wahoo estaba compuesto por el 94.54% blancos, el 0.84% eran afroamericanos, el 0.33% eran amerindios, el 0.98% eran asiáticos, el 0% eran isleños del Pacífico, el 1.44% eran de otras razas y el 1.86% pertenecían a dos o más razas. Del total de la población el 3.55% eran hispanos o latinos de cualquier raza.